# Greimkogel
Der Greimkogel ist ein 677 m ü. A. hoher Berg im Rosaliengebirge im Burgenland (Österreich). Der Gipfel liegt im Gemeindegebiet der Stadt Mattersburg etwa 200 Meter nördlich der Grenze zu Niederösterreich. Im Süden liegen die Rotten Hocheckgraben und Eggenbuch in der niederösterreichischen Marktgemeinde Schwarzenbach. Im Osten führt das Tal Jüdingsau nach Marz. Nachbarberg im Westen ist der 673 m hohe Schwarzkogel, im Süden liegt der 622 m hohe Marriegel. Auf einem flachen Rücken etwa 300 Meter nördlich des Gipfels steht die Alberthütte, ein Jagdhaus. Östlich davon zieht ein Bergrücken hinab bis zur Burgenlandschnellstraße. Dieser knapp unterhalb von 600 m gelegene Rücken wird Der Narr genannt. Sein Name leitet sich von einer Sage ab, der zufolge hier ein närrischer Bauer sein Ende fand, nachdem er nächtens aus Prahlerei versucht hatte, ein schweres Fass Wein über den Rücken zu tragen.
Der Greimkogel ist vollständig bewaldet und gut mit Forststraßen erschlossen. Ein breiter Fußweg führt in südwestlich- nordöstlicher Richtung über den Gipfel.

## Name
In der Josephinischen Landesaufnahme wird der Berg auch „Krein Kügl“ genannt. In seinem Werk Die Bauernsprache der Sieggrabener erläutert Johann Werfring, dass die Herleitung des Namens zwar unklar sei, jedoch lasse das mundartliche Wort aou(ñ)grëimt (wörtlich: „angereimt“, mit Reif beziehungsweise Raureif überzogen – abgeleitet von mittelhochdeutsch rîm) daran denken, dass die (mundartlich Grëimkougl genannte) Höhenlage jahreszeitlich mit Reif beziehungsweise Raureif bedeckt ist.